# Laiwu
Laiwu is een stad in de prefectuur Jinan in noordoostelijke provincie Shandong, Volksrepubliek China. Bij de volkstelling van 2020 had de stad 761.440 inwoners.
In Laiwu staan grote staalfabrieken van Laiwu Steel. Laiwu Steel ging in 1970 van start en is China's grootste producent van H-profielen. Het is thans een onderdeel van Shandong Steel, een van China's grootste staalgroepen.